# 마이너리티 (영화)
마이너리티(The Minority )는 미국에서 제작된 드웨인 버클 감독의 2006년 액션, 모험, 코미디 영화이다. 빌로아 그린 등이 주연으로 출연하였다.

## 출연

### 주연
- 빌로아 그린
- 카슨 그랜트

### 조연
- 번 코엔
- 로날드 토마스